# Juho Halme
Johan "Juho" Valdemar Halme (Helsínquia, 24 de maio de 1888 – Helsínquia, 1 de fevereiro de 1918) foi um atleta finlandês que participou dos Jogos Olímpicos de Verão de 1908 e de 1912.
Em 1908 ele terminou em sexto no lançamento do dardo e em nono no lançamento do dardo em estilo livre. Também participou na prova de lançamento de peso e no triplo salto.
Quatro anos mais tarde ele ficou em quarto no lançamento do dardo, nono no lançamento do dardo com duas mãos e na 11ª posição no triplo salto.